# 达希道尔吉·卓力格特
达希道尔吉·卓力格特（1971年—）蒙古族，蒙古乌兰巴托人，蒙古国政治人物。

## 生平
1971年，卓力格特生于乌兰巴托。1988年至1994年，在莫斯科国际关系学院学习。1996年至1998年，在澳大利亚国立大学学习。2002年至2003年，在日本九州大学学习。卓力格特的专业为政治科学与中国研究。他是法律及国际关系硕士，会蒙古语、俄语、英语。
1994年至2004年，任外交部武官、官员、第一秘书、副司长。2004年，在财政部任司长。2004年至2007年，任贸易和工业部司长。2007年，“Erdenes Mongolia”有限公司执行董事。
2008年9月19日，作为蒙古人民革命党党员，被国家大呼拉尔会议任命为矿产资源和能源部部长。